# 警察庁 (スウェーデン)
スウェーデンの警察庁(Polismyndigheten)は、スウェーデンにおける警察・法執行機関であり、スウェーデン国内における社会秩序の維持にあたっている。現在の警察庁は、2015年1月にそれまでの国家警察委員会(Rikspolisstyrelsen)と地方警察を再編し、一般警察部門を単一の政府官庁としたもので、人員は約28,500名。

## 概要
スウェーデン警察庁は、司法省の監督下にあり、国家警察長官(Rikspolischef)の下、国内を7地区に分けて管轄している。本部庁舎はストックホルム所在。
スウェーデン政府は、このほか、公安警察・情報機関としての公安警察局(Säkerhetspolisen)も有している。
また、ストックホルムなどには、騎馬警官を配置している。